# VM i banecykling 2013
VM i banecykling 2013 fandt sted i Minsk, Hviderusland fra 20. til 24. februar 2013 i Minsk-Arena. Mesterskabet bestod af 19 konkurrencer, hvilket var det samme antal som i 2012.

## Medaljevindere
| Event                   | Guld                                                                            | Guld      | Sølv                                                                      | Sølv      | Bronze                                                                              | Bronze    |
| ----------------------- | ------------------------------------------------------------------------------- | --------- | ------------------------------------------------------------------------- | --------- | ----------------------------------------------------------------------------------- | --------- |
| Mændenes konkurrencer   |                                                                                 |           |                                                                           |           |                                                                                     |           |
| Sprint                  | Stefan Bötticher · Tyskland (GER)                                               |           | Denis Dmitriev · Rusland (RUS)                                            |           | François Pervis · Frankrig (FRA)                                                    |           |
| 1 km tidskørsel         | François Pervis · Frankrig (FRA)                                                | 1:00.221  | Simon van Velthooven · New Zealand (NZL)                                  | 1:00.869  | Joachim Eilers · Tyskland (GER)                                                     | 1:01.450  |
| Forfølglelsesløb        | Michael Hepburn · Australien (AUS)                                              | 4:16.733  | Martyn Irvine · Irland (IRL)                                              | 4:24.528  | Stefan Küng · Schweiz (SUI)                                                         | 4:22.841  |
| Holdforfølgelsesløb     | Australien · Glenn O'Shea · Alex Edmondson · Michael Hepburn · Alexander Morgan | 3:56.751  | Storbritannien · Steven Burke · Ed Clancy · Sam Harrison · Andrew Tennant | 4:00.967  | Danmark · Lasse Norman Hansen · Casper von Folsach · Mathias Møller · Rasmus Quaade | 3:59.821  |
| Holdsprint              | Tyskland · René Enders · Stefan Bötticher · Maximilian Levy                     | 43.495    | New Zealand · Ethan Mitchell · Sam Webster · Eddie Dawkins                | 43.544    | Frankrig · Julien Palma · François Pervis · Michaël D'Almeida                       | 43.798    |
| Keirin                  | Jason Kenny · Storbritannien (GBR)                                              |           | Maximilian Levy · Tyskland (GER)                                          |           | Matthijs Büchli · Holland (NED)                                                     |           |
| Scratch                 | Martyn Irvine · Irland (IRL)                                                    | 17:23.505 | Andreas Müller · Østrig (AUT)                                             |           | Luke Davison · Australien (AUS)                                                     |           |
| Pointløb                | Simon Yates · Storbritannien (GBR)                                              | 35 points | Eloy Teruel · Spanien (ESP)                                               | 34 points | Kirill Sveshnikov · Rusland (RUS)                                                   | 30 points |
| Parløb                  | Frankrig · Vivien Brisse · Morgan Kneisky                                       | 18 points | Spanien · David Muntaner · Albert Torres                                  | 15 points | Tyskland · Henning Bommel · Theo Reinhardt                                          | 13 points |
| Omnium                  | Aaron Gate · New Zealand (NZL)                                                  | 18 points | Lasse Norman Hansen · Danmark (DEN)                                       | 21 points | Glenn O'Shea · Australien (AUS)                                                     | 22 points |
| Kvindernes konkurrencer |                                                                                 |           |                                                                           |           |                                                                                     |           |
| Sprint                  | Becky James · Storbritannien (GBR)                                              |           | Kristina Vogel · Tyskland (GER)                                           |           | Lee Wai Sze · Hongkong (HKG)                                                        |           |
| 500 m tidskørsel        | Lee Wai Sze · Hongkong (HKG)                                                    | 33.973    | Miriam Welte · Tyskland (GER)                                             | 33.996    | Becky James · Storbritannien (GBR)                                                  | 34.133    |
| Ind. forfølgelsesløb    | Sarah Hammer · USA (USA)                                                        | 3:32.050  | Amy Cure · Australien (AUS)                                               | 3:40.685  | Annette Edmondson · Australien (AUS)                                                | 3:36.830  |
| Holdforfølgelsesløb     | Storbritannien · Laura Trott · Dani King · Elinor Barker                        | 3:18.140  | Australien · Annette Edmondson · Amy Cure · Melissa Hoskins               | 3:19.913  | Canada · Gillian Carleton · Jasmin Glaesser · Laura Brown                           | 3:20.704  |
| Holdsprint (damer)      | Tyskland · Kristina Vogel · Miriam Welte                                        | 33.053    | Kina · Gong Jinjie · Guo Shuang                                           | 33.083    | Storbritannien · Becky James · Victoria Williamson                                  | 33.893    |
| Keirin                  | Becky James · Storbritannien (GBR)                                              |           | Gong Jinjie · Kina (CHN)                                                  |           | Lisandra Guerra · Cuba (CUB)                                                        |           |
| Scratch                 | Katarzyna Pawłowska · Polen (POL)                                               | 12:45.016 | Sofía Arreola Navarro · Mexico (MEX)                                      |           | Evgenia Romanyuta · Rusland (RUS)                                                   |           |
| Pointløb                | Jarmila Machačová · Tjekkiet (CZE)                                              | 30 points | Sofía Arreola Navarro · Mexico (MEX)                                      | 29 points | Giorgia Bronzini · Italien (ITA)                                                    | 22 points |
| Omnium                  | Sarah Hammer · USA (USA)                                                        | 20 points | Laura Trott · Storbritannien (GBR)                                        | 24 points | Annette Edmondson · Australien (AUS)                                                | 26 points |

- Konkurrencer mærket med skygge (gråt) er ikke-olympiske discipliner.